# Pseudoips sylpha
Pseudoips sylpha är en fjärilsart som beskrevs av Butler 1879. Pseudoips sylpha ingår i släktet Pseudoips och familjen trågspinnare. Inga underarter finns listade.